# Vrci
Vrci är en ort i Bosnien och Hercegovina.   Den ligger i entiteten Federationen Bosnien och Hercegovina, i den centrala delen av landet, 40 km väster om huvudstaden Sarajevo. Vrci ligger 299 meter över havet och antalet invånare är 112. Den ligger vid sjön Jablaničko Jezero.
Terrängen runt Vrci är kuperad åt nordost, men åt sydväst är den bergig. Vrci ligger nere i en dal. Närmaste större samhälle är Konjic, 8,8 km sydost om Vrci. 
I omgivningarna runt Vrci växer i huvudsak blandskog. Runt Vrci är det ganska tätbefolkat, med 93 invånare per kvadratkilometer.